# Черкасов, Пётр Алексеевич
Пётр Алексе́евич Черка́сов (1821—1885) — русский художник, выпускник Императорской Академии художеств. Его младший брат Павел Алексеевич Черкасов (1834—1900) также был художником.

## Биография
Родился в 1821 году.
В рисовальных классах Императорской Академии художеств пробыл всего два года. Материальная необеспеченность заставила его оставить занятия в Академии и добывать себе средства к жизни написанием портретов на заказ. Тем не менее, в 1839 году он представил на суд Академии картину, изображающую «мальчика с клеткой» и в сентябре того же года получил от нее звание неклассного художника портретной живописи.
Материальная нужда вынудила его заняться живописью цветов. Фабрикант Я. П. Гарелин, у которого он служил в 1860-е годы, выписал его в Иваново-Вознесенск. Гарелин поручал Черкасову ездить в Санкт-Петербург и делать копии с картин в Эрмитаже. Из Иваново-Вознесенска он уехал в 1867 году в Истомкино близ Богородска, а затем жил в Москве — в 1881 году он состоял на службе на фабрике Товарищества Даниловской мануфактуры.
В собрании Ивановского историко-краеведческого музея им. Д. Г. Бурылина находится два портрета кисти Черкасова с изображением Степана Ивановича и Александры Дмитриевны Каретниковых.
Умер в декабре 1885 года. Был похоронен на кладбище Данилова монастыря.